# Nacido el cuatro de julio
Nacido el 4 de julio (título original: Born on the Fourth of July) es una película estadounidense de 1989, escrita, producida y dirigida por Oliver Stone, y protagonizada por Tom Cruise, Willem Dafoe y Kyra Sedgwick en los papeles principales.
Es una adaptación cinematográfica de la obra homónima de Ron Kovic, quien también coescribió el guion junto a Stone. Es adicionalmente la segunda parte de la trilogía de Vietnam de Oliver Stone. Platoon (1987) fue la primera y El cielo y la tierra (1993) fue la tercera.

## Argumento
Ron Kovic nació el 4 de julio de 1946. Después de su graduación de la escuela, se alista, en un principio deslumbrado por las nociones idealistas y anticomunistas de esa época, a los infantes de marina con el fin de luchar por su país en la guerra de Vietnam. Durante una misión su unidad comete una matanza de civiles en un pueblo creyendo que eran combatientes enemigos. Durante la posterior retirada, no coordinada ante la repentina aparición del Vietcong, Ron y sus compañeros matan erróneamente a un camarada. Cuando informa de lo sucedido, su supervisor le ordena olvidar el incidente. Más tarde Ron es gravemente herido en otro combate y como consecuencia vuelve a los Estados Unidos.
Los médicos le diagnostican que permanecerá paralizado para siempre por debajo del ombligo. Después de una fase de rehabilitación larga y fracasada, en el que incurre en una fractura de pierna abierta, vuelve a casa. Ron sigue siendo un patriota, a pesar de que sufre a causa de sus experiencias de guerra y de su parálisis. Por ello le es imposible continuar su vida anterior. Además está perturbado por todas las manifestaciones contra la guerra, por las mentiras al respecto y por el hecho que la gente de su entorno le ignore y no asuma su responsabilidad respecto a la guerra. 
Por lo tanto, empieza a beber y entra repetidamente en conflicto con sus padres, sobre todo con su madre, que tiene una actitud parecida. Después de que su padre lo anima para buscar la recuperación en México, decide probar. Se hace amigo de residentes veteranos de Vietnam de allí y pasa su tiempo principalmente con alcohol y prostitutas. Sin embargo, los veteranos paralíticos, en su autocompadecimiento, le frustran aún más. Por ello decide volver a los Estados Unidos. A causa de todas sus experiencias y observaciones, su visión del mundo empieza a tambalearse cada vez más en lo más profundo de su ser.  Por fin decide visitar a la familia del camarada que él y sus compañeros mataron accidentalmente. Ellos le cuentan sobre sus dudas acerca de una guerra que ocurre tan lejos de Estados Unidos, mientras que él les confiesa lo que pasó en Vietnam a su hijo. No le guardan rencor por ello. 
Dándose cuenta de cómo la guerra está destrozando de una u otra manera a su generación, se convierte gradualmente en un férreo oponente a la guerra, que ahora ve como un abuso del gobierno de los Estados Unidos para tiranizar Vietnam en nombre de la lucha contra el comunismo, y participa activamente en el movimiento antibelicista y contra los intentos de ignorar a gente como él por parte de quienes, de una u otra manera, le enviaron allí y que quieren continuar con la guerra. Se enfrenta para ello incluso a los republicanos y a la policía durante una asamblea, en el que Richard Nixon hace un discurso.
Finalmente, durante un congreso del partido democrático en 1976 después del fin de la guerra y del éxito de su propósito, puede hacer allí un discurso sobre su vida. Ron revive toda su historia y recuerda a su madre, que predijo que hablaría una vez ante muchas personas, un sueño que se vuelve realidad y que le devuelve otra vez su paz interior.

## Reparto
- Tom Cruise: Ron Kovic
  - Bryan Larkin: Ron (niño)
- Willem Dafoe: Charlie
- Kyra Sedgwick: Donna
  - Jessica Prunell: Donna (niña)
- Raymond J. Barry: Sr. Kovic
- Jerry Levine: Steve Boyer
- Frank Whaley: Timmy
- Caroline Kava: Sra. Kovic
- Cordelia González: María Elena (Villa Dulce)
- Ed Lauder: Comandante
- John Getz: Mayor de la Marina (Vietnam)
- Michael Wincot: Veterano #3 (Villa Dulce)
- Edith Díaz: Madame (Villa Dulce)
- Richard Grusin: Entrenador (Massapequa)
- Stephen Baldwin: Billy Vorsovich
- Bob Gunton: Doctor #1 (Hospital de veteranos)
- Jason Gedrick: Martínez (Vietnam)
- Richard Panebianco: Joey Walsh
- Anne Bobby: Susanne Kovic
- David Warchosfky: Teniente (Vietnam)
- Reg E. Cathey: Orador (Siracusa)
- Josh Evans: Tommy Kovic
- Bruce MacVittie: Paciente #2 (Hospital de veteranos)
- Lili Taylor: Jamie Wilson
- David Herman: Paciente #1 (Hospital de veteranos)
- Andrew Lauer: Veterano #2 (Villa Dulce)
- Tom Sizemore: Veterano #1 (Villa Dulce)
- Tom Berenger: Sargento Hayes
- Holly Marie Combs: Jenny
- Tony Frank: Sr. Wilson
- Jayne Haynes: Sra. Wilson
- Dale Dye: Coronel Cooper (Vietnam)
- Rocky Carroll: Willie (Hospital de veteranos)
- Billie Neal: Enfermera Washington (Hospital de veteranos)

## Producción

### Desarrollo
Cuando Oliver Stone, un veterano de la guerra de Vietnam, leyó la autobiografía de Ron Kovic, él, atónito por lo que le ocurrió en su vida, tanto en la guerra como después de ella como activista contra ella, decidió comprar luego los derechos de la autobiografía para hacer una película de ella, algo que hizo. Después, una vez que consiguió encontrar una distribuidora, Universal Pictures, él comenzó la producción.

### Preproducción
Para el papel principal de Ron Kovic se pensó en dárselo al principio a Charlie Sheen. Al final la recibió Tom Cruise. También se contrató por lo menos a 11 actores que antes aparecieron en Platoon, la anterior película de la guerra de Vietnam de Stone.

### Rodaje
El rodaje del hogar de Kovic, que en la vida real está en Long Island, se hizo en Dallas, Texas, mientras que las escenas de la guerra de Vietnam fueron rodadas en Filipinas. Adicionalmente las escenas del rodaje, en las que Kovic estuvo en México, fueron filmadas en Vigan, Filipinas. Finalmente también se rodó en La Mesa, Inglewood, Mammoth Mountain, todas en California, así como en Massapequa, en Long Island, Nueva York y en Villa Dulce, México. Cabe también añadir que se quiso rodar en Vietnam las escenas sobre la guerra de Vietnam, pero, como las relaciones entre Estados Unidos y Vietnam todavía no se habían normalizado, se filmaron en vez de ello en el país anteriormente mencionado.
Para hacer la película se utilizaron los tres colores de la bandera americana, que se transforman gradualmente según el tono emocional. Para las escenas del frente se utilizaron matices rojos, para los sueños blancos y azules para los momentos de tristeza.

## Recepción
La película fue estrenada en los Estados Unidos el 20 de diciembre de 1989 y se convirtió en un rotundo éxito de taquilla.  Recibiendo críticas formidables: muchos consideraron que la película de Oliver Stone, basada en las memorias del veterano de la guerra del Vietnam Ron Kovic, superaba en fuerza y calidad a Coming Home y The Deer Hunter. Y era el primer papel serio de una estrella que parecía dejar atrás su larga adolescencia, Tom Cruise.
Fue su segunda película de su "trilogía" no oficial sobre la guerra de Vietnam, ya que antes había escrito y dirigido Platoon (1986) y después El cielo y la tierra (1993), siendo las dos primeras un gran éxito de taquilla que le valieron a Stone ganar en dos ocasiones el Óscar al mejor director, y el Óscar a la mejor película por Platoon y esta obra cinematográfica.

## Premios

### Óscar 1989
| Categoría            | Persona                                                           | Resultado |
| -------------------- | ----------------------------------------------------------------- | --------- |
| Mejor película       | Mejor película                                                    | Candidato |
| Mejor director       | Oliver Stone                                                      | Ganador   |
| Mejor actor          | Tom Cruise                                                        | Candidato |
| Mejor guion adaptado | Oliver Stone                                                      | Candidato |
| Mejor fotografía     | Robert Richardson                                                 | Candidato |
| Mejor montaje        | David Brenner Joe Hutshing                                        | Ganadores |
| Mejor banda sonora   | John Williams                                                     | Candidato |
| Mejor sonido         | Michael Minkler Gregory H. Watkins Wylie Stateman Tod A. Maitland | Nominados |

### Globos de Oro
| Categoría              | Persona                | Resultado |
| ---------------------- | ---------------------- | --------- |
| Mejor película - Drama | Mejor película - Drama | Ganador   |
| Mejor director         | Oliver Stone           | Ganador   |
| Mejor actor - Drama    | Tom Cruise             | Ganador   |
| Mejor guion            | Ron Kovic Oliver Stone | Ganadores |
| Mejor banda sonora     | John Williams          | Candidato |

### Premios BAFTA
| Categoría            | Persona                | Resultado |
| -------------------- | ---------------------- | --------- |
| Mejor actor          | Tom Cruise             | Candidato |
| Mejor guion adaptado | Ron Kovic Oliver Stone | Nominados |

### Otros premios
- Premio Directors Guild of America 1990: a la mejor dirección y asistencia de dirección.
- Premio Chicago Film Critics Association 1990: al mejor actor (Tom Cruise).
- Premio BMI Film Music Award 1990: John Williams.
- Premio Motion Picture Sound Editors 1990: al mejor sonido ADR, y al mejor montaje de sonido y efectos de sonido.
- Premio Political Film Society 1991: categoría Democracia.